# Herb gminy Kołczygłowy
Herb gminy Kołczygłowy – jeden z symboli gminy Kołczygłowy ustanowiony 26 kwietnia 2002.

## Wygląd i symbolika
Herb przedstawia na tarczy dwudzielnej w pas w polu górnym koloru srebrnego czerwoną postać kroczącego w heraldycznie prawą stronę jelenia, natomiast w polu dolnym koloru zielonego srebrną linią falistą symbolizującą rzekę.